# Ministri dell'istruzione della Romania
Questo elenco comprende i ministri dell'istruzione e della ricerca della Romania a partire dal 1989.

## Lista dei ministri dell'istruzione
| Ministro | Ministro         | Ministro                         | Partito                                                                              | Governo                    | Mandato           | Mandato           | Leg.        |
| Ministro | Ministro         | Ministro                         | Partito                                                                              | Governo                    | Inizio            | Fine              | Leg.        |
| --- | ---------------- | -------------------------------- | ------------------------------------------------------------------------------------ | -------------------------- | ----------------- | ----------------- | ----------- |
| Istruzione (Ministerul învățământului) |                  |                                  |                                                                                      |                            |                   |                   |             |
| |                  | Mihai Șora (1916-2023)           | Indipendente                                                                         | Governo Roman I            | 30 dicembre 1989  | 28 giugno 1990    | Provvisoria |
| Istruzione e scienza (Ministerul învățământului și științei) |                  |                                  |                                                                                      |                            |                   |                   |             |
| |                  | Gheorghe Ștefan (1948)           | Fronte di Salvezza Nazionale                                                         | Governo Roman II           | 28 giugno 1990    | 30 aprile 1991    | I           |
| |                  | Mihail Golu (1934)               | Fronte di Salvezza Nazionale                                                         | Governo Stolojan           | 16 ottobre 1991   | 19 novembre 1992  | I           |
| Istruzione (Ministerul învățământului) |                  |                                  |                                                                                      |                            |                   |                   |             |
| |                  | Liviu Maior (1940)               | Fronte Democratico di Salvezza Nazionale Partito della Democrazia Sociale di Romania | Governo Văcăroiu           | 19 novembre 1992  | 12 dicembre 1996  | II          |
| |                  | Virgil Petrescu (1942)           | Partito Nazionale Contadino Cristiano Democratico                                    | Governo Ciorbea            | 12 dicembre 1996  | 5 dicembre 1997   | III         |
| Educazione nazionale (Ministerul educației naționale) |                  |                                  |                                                                                      |                            |                   |                   |             |
| |                  | Andrei Marga (1946)              | Partito Nazionale Contadino Cristiano Democratico                                    | Governo Ciorbea            | 5 dicembre 1997   | 17 aprile 1998    | III         |
| Governo Vasile | 17 aprile 1998   | Andrei Marga (1946)              | Partito Nazionale Contadino Cristiano Democratico                                    | 22 dicembre 1999           |                   |                   | III         |
| Governo Isărescu | 22 dicembre 1999 | Andrei Marga (1946)              | Partito Nazionale Contadino Cristiano Democratico                                    | 28 dicembre 2000           |                   |                   | III         |
| Educazione e ricerca (Ministerul educației și cercetării) Dal 19 giugno 2003 all'11 marzo 2004 Educazione, ricerca e gioventù (Ministerul educației, cercetării și tineretului) |                  |                                  |                                                                                      |                            |                   |                   |             |
| |                  | Ecaterina Andronescu (1948)      | Partito della Democrazia Sociale di Romania Partito Social Democratico               | Governo Năstase            | 28 dicembre 2000  | 19 giugno 2003    | IV          |
| |                  | Alexandru Athanasiu (1955)       | Partito Social Democratico                                                           | Governo Năstase            | 19 giugno 2003    | 28 dicembre 2004  | IV          |
| |                  | Mircea Miclea (1963)             | Partito Democratico                                                                  | Governo Tăriceanu I        | 29 dicembre 2004  | 10 novembre 2005  | V           |
| |                  | Mihail Hărdău (1947)             | Partito Democratico                                                                  | Governo Tăriceanu I        | 10 novembre 2005  | 5 aprile 2007     | V           |
| Educazione, ricerca e gioventù (Ministerul educației, cercetării și tineretului)                                                                                                |                  |                                  |                                                                                      |                            |                   |                   |             |
| |                  | Cristian Adomniței (1975)        | Partito Nazionale Liberale                                                           | Governo Tăriceanu II       | 5 aprile 2007     | 6 ottobre 2008    | V           |
| |                  | Anton Anton (1949)               | Partito Nazionale Liberale                                                           | Governo Tăriceanu II       | 6 ottobre 2008    | 22 dicembre 2008  | V           |
| Educazione, ricerca e innovazione (Ministerul educației, cercetării și inovării)                                                                                                |                  |                                  |                                                                                      |                            |                   |                   |             |
| |                  | Ecaterina Andronescu (1948)      | Partito Social Democratico                                                           | Governo Boc I              | 22 dicembre 2008  | 1 ottobre 2009    | VI          |
| |                  | Emil Boc (ad interim) (1966)     | Partito Democratico Liberale                                                         | Governo Boc I              | 2 ottobre 2009    | 23 dicembre 2009  | VI          |
| Educazione, ricerca, gioventù e sport (Ministerul educației, cercetării, tineretului și sportului)                                                                              |                  |                                  |                                                                                      |                            |                   |                   |             |
| |                  | Daniel Funeriu (1971)            | Partito Democratico Liberale                                                         | Governo Boc II             | 23 dicembre 2009  | 9 febbraio 2012   | VI          |
| |                  | Cătălin Baba (1967)              | Partito Democratico Liberale                                                         | Governo Ungureanu          | 9 febbraio 2012   | 7 maggio 2012     | VI          |
| |                  | Ioan Mang (1958)                 | Partito Social Democratico                                                           | Governo Ponta I            | 7 maggio 2012     | 15 maggio 2012    | VI          |
| |                  | Liviu Pop (ad interim) (1974)    | Indipendente                                                                         | Governo Ponta I            | 15 maggio 2012    | 2 luglio 2012     | VI          |
| |                  | Ecaterina Andronescu (1948)      | Partito Social Democratico                                                           | Governo Ponta I            | 2 luglio 2012     | 21 dicembre 2012  | VI          |
| Educazione nazionale (Ministerul educației naționale) |                  |                                  |                                                                                      |                            |                   |                   |             |
| |                  | Remus Pricopie (1970)            | Partito Social Democratico                                                           | Governo Ponta II           | 21 dicembre 2012  | 5 marzo 2014      | VII         |
| Governo Ponta III | 5 marzo 2014     | Remus Pricopie (1970)            | Partito Social Democratico                                                           | 17 dicembre 2014           |                   |                   | VII         |
| Educazione e ricerca scientifica (Ministerul educației și cercetării științifice)                                                                                               |                  |                                  |                                                                                      |                            |                   |                   |             |
| |                  | Sorin Cîmpeanu (1968)            | Alleanza dei Liberali e dei Democratici                                              | Governo Ponta IV           | 17 dicembre 2014  | 17 novembre 2015  | VII         |
| Educazione nazionale e ricerca scientifica (Ministerul educației naționale și cercetării științifice)                                                                           |                  |                                  |                                                                                      |                            |                   |                   |             |
| |                  | Adrian Curaj (1958)              | Indipendente                                                                         | Governo Cioloș             | 17 novembre 2015  | 5 luglio 2016     | VII         |
| |                  | Mircea Dumitru (1960)            | Indipendente                                                                         | Governo Cioloș             | 7 luglio 2016     | 4 gennaio 2017    | VII         |
| Educazione nazionale (Ministerul educației naționale) |                  |                                  |                                                                                      |                            |                   |                   |             |
| |                  | Pavel Năstase (1951)             | Indipendente                                                                         | Governo Grindeanu          | 4 gennaio 2017    | 29 giugno 2017    | VIII        |
| |                  | Liviu Pop (1974)                 | Partito Social Democratico                                                           | Governo Tudose             | 29 giugno 2017    | 29 gennaio 2018   | VIII        |
| |                  | Valentin Popa (1964)             | Partito Social Democratico                                                           | Governo Dăncilă            | 29 gennaio 2018   | 27 settembre 2018 | VIII        |
| |                  | Rovana Plumb (ad interim) (1960) | Partito Social Democratico                                                           | Governo Dăncilă            | 2 ottobre 2018    | 16 novembre 2018  | VIII        |
| |                  | Ecaterina Andronescu (1948)      | Partito Social Democratico                                                           | Governo Dăncilă            | 16 novembre 2018  | 2 agosto 2019     | VIII        |
| |                  | Daniel Breaz (ad interim) (1975) | Partito Social Democratico                                                           | Governo Dăncilă            | 5 agosto 2019     | 19 settembre 2019 | VIII        |
| Educazione e ricerca (Ministerul educației și cercetării) |                  |                                  |                                                                                      |                            |                   |                   |             |
| |                  | Monica Anisie (1973)             | Partito Nazionale Liberale                                                           | Governo Orban I            | 4 novembre 2019   | 14 marzo 2020     | VIII        |
| Governo Orban II | 14 marzo 2020    | Monica Anisie (1973)             | Partito Nazionale Liberale                                                           | 23 dicembre 2020           |                   |                   | VIII        |
| Educazione (Ministerul educației) |                  |                                  |                                                                                      |                            |                   |                   |             |
| |                  | Sorin Cîmpeanu (1968)            | Partito Nazionale Liberale                                                           | Governo Cîțu               | 23 dicembre 2020  | 25 novembre 2021  | IX          |
| Governo Ciucă | 25 novembre 2021 | Sorin Cîmpeanu (1968)            | Partito Nazionale Liberale                                                           | 29 settembre 2022          |                   |                   | IX          |
| Governo Ciucă |                  |                                  | Sebastian Burduja (ad interim) (1985)                                                | Partito Nazionale Liberale | 30 settembre 2022 | 2 ottobre 2022    | IX          |
| Governo Ciucă |                  |                                  | Ligia Deca (1982)                                                                    | Partito Nazionale Liberale | 3 ottobre 2022    | 15 giugno 2023    | IX          |
| Governo Ciolacu I | 15 giugno 2023   | 23 dicembre 2024                 | Ligia Deca (1982)                                                                    | Partito Nazionale Liberale |                   |                   | IX          |
| Educazione e ricerca (Ministerul educației și cercetării) |                  |                                  |                                                                                      |                            |                   |                   |             |
| |                  | Daniel David (1972)              | Partito Nazionale Liberale                                                           | Governo Ciolacu II         | 23 dicembre 2024  | In carica         | X           |

## Ministri della ricerca
Tra il 1992 e il 1998, tra il 2017 e il 2019 e dal 2020 il Ministero della ricerca è esistito come organo separato dal Ministero dell'istruzione.
| Ministro | Ministro       | Ministro                                  | Partito                                                                              | Governo                    | Mandato           | Mandato          | Leg. |
| Ministro | Ministro       | Ministro                                  | Partito                                                                              | Governo                    | Inizio            | Fine             | Leg. |
| --- | -------------- | ----------------------------------------- | ------------------------------------------------------------------------------------ | -------------------------- | ----------------- | ---------------- | ---- |
| Ricerca e tecnologia (Ministerul cercetării și tehnologiei)                                                                      |                |                                           |                                                                                      |                            |                   |                  |      |
| |                | Doru Dumitru Palade (1937)                | Fronte Democratico di Salvezza Nazionale Partito della Democrazia Sociale di Romania | Governo Văcăroiu           | 19 novembre 1992  | 12 dicembre 1996 | II   |
| |                | Bujor Bogdan Teodoriu (1953-2014)         | Partito Democratico                                                                  | Governo Ciorbea            | 12 dicembre 1996  | 11 febbraio 1998 | III  |
| |                | Horia Ene (1941)                          | Partito Alternativa di Romania                                                       | Governo Ciorbea            | 11 febbraio 1998  | 17 aprile 1998   | III  |
| Governo Vasile | 17 aprile 1998 | Horia Ene (1941)                          | Partito Alternativa di Romania                                                       | 30 ottobre 1998            |                   |                  | III  |
| Governo Vasile |                |                                           | Valeriu Stoica (ad interim) (1953)                                                   | Partito Nazionale Liberale | 30 ottobre 1998   | 17 dicembre 1998 | III  |
| Il 17 dicembre 1998 ministero dismesso Ricerca e innovazione (Ministerul cercetării și inovării)                                 |                |                                           |                                                                                      |                            |                   |                  |      |
| |                | Șerban Valeca (1956-2022)                 | Partito Social Democratico                                                           | Governo Grindeanu          | 4 gennaio 2017    | 29 giugno 2017   | VIII |
| |                | Lucian Georgescu (1960)                   | Partito Social Democratico                                                           | Governo Tudose             | 29 giugno 2017    | 29 gennaio 2018  | VIII |
| |                | Nicolae Burnete (1960)                    | Partito Social Democratico                                                           | Governo Dăncilă            | 29 gennaio 2018   | 31 agosto 2018   | VIII |
| |                | Viorel Ștefan (ad interim) (1954)         | Partito Social Democratico                                                           | Governo Dăncilă            | 12 settembre 2018 | 29 ottobre 2018  | VIII |
| |                | Nicolae Hurduc (1956)                     | Partito Social Democratico                                                           | Governo Dăncilă            | 29 ottobre 2018   | 4 novembre 2019  | VIII |
| Il 4 novembre 2019 ministero dismesso Ricerca, innovazione e digitalizzazione (Ministerul cercetării, inovării și digitalizării) |                |                                           |                                                                                      |                            |                   |                  |      |
| |                | Ciprian Teleman (1969)                    | Alleanza 2020 USR PLUS                                                               | Governo Cîțu               | 23 dicembre 2020  | 7 settembre 2021 | IX   |
| |                | Barna Tánczos (ad interim) (1976)         | Unione Democratica Magiara di Romania                                                | Governo Cîțu               | 8 settembre 2021  | 25 novembre 2021 | IX   |
| |                | Florin Claudiu Roman (1974)               | Partito Nazionale Liberale                                                           | Governo Ciucă              | 25 novembre 2021  | 15 dicembre 2021 | IX   |
| |                | Virgil Daniel Popescu (ad interim) (1968) | Partito Nazionale Liberale                                                           | Governo Ciucă              | 15 dicembre 2021  | 28 gennaio 2022  | IX   |
| |                | Marcel Boloș (1968)                       | Partito Nazionale Liberale                                                           | Governo Ciucă              | 28 gennaio 2022   | 3 maggio 2022    | IX   |
| |                | Sebastian Burduja (1985)                  | Partito Nazionale Liberale                                                           | Governo Ciucă              | 3 maggio 2022     | 15 giugno 2023   | IX   |
| |                | Bogdan Gruia Ivan (1991)                  | Partito Social Democratico                                                           | Governo Ciolacu I          | 15 giugno 2023    | 23 dicembre 2024 | IX   |
| Il 23 dicembre 2024 ministero dismesso                                                                                           |                |                                           |                                                                                      |                            |                   |                  |      |